# آهوی ختن سیاه
آهوی ختن سیاه (نام علمی: Moschus fuscus) نام یک گونه از تیره آهوی ختن است.